# Peter Scully
Peter Gerard Scully (geboren am 13. Januar 1963 in Melbourne) ist ein verurteilter australischer Sexualstraftäter. Er wurde auf den Philippinen zu lebenslanger Haft verurteilt. Seine Komplizin war Liezyl Margallo. Mindestens ein Mittäter stammte aus Deutschland.
Peter Scully lebte zunächst mit seiner Frau und zwei Kindern in Narre Warren, einer Vorstadt von Melbourne, Australien.
Scully zog nach Cagayan de Oro auf der Insel Mindanao auf den Philippinen.
Scully bot auf der Seite „No limits fun“ im Darknet Videos gegen Pay-per-View für Preise von bis zu 10.000 US-Dollar an, in denen Kinder vergewaltigt und gefoltert wurden. In einem Video war das Opfer 18 Monate alt. Auf dem Video wurde das Kind gefoltert, verbrannt und von einer maskierten Frau mit dem Kopf nach unten gehalten. Der Australier Matthew G. leakte das Video auf der Seite „Hurt2theCore“. Hierdurch begannen die Behörden zu ermitteln. Scully wurde 2015 verhaftet. Im Juni 2018 wurde er zu lebenslanger Haft verurteilt; ebenso seine Komplizin. Die Aufklärung der Taten wurde dadurch erschwert, dass die Datenträger später bei einem Feuer vernichtet wurden.
Ein Täter aus Mannheim verging sich in den Jahren 2012 und 2013 an zwei Mädchen auf den Philippinen, die zur Tatzeit elf und zwölf Jahre alt waren. Scully und dessen Freundin hatten ihm die Kinder zugeführt. Der Kontakt zwischen den Tätern war durch das Darknet zustande gekommen. Der Täter wurde im Juli 2016 verhaftet. 2019 verurteilte das Landgericht Mannheim den Täter (geboren etwa 1975) wegen des Missbrauchs von Kindern zu vier Jahren Haft. Die Leiche des älteren Mädchens fand man in Scullys Haus auf Mindanao einbetoniert unter dem Küchenboden.
Videos dieser Art werden als Hurtcore bezeichnet. Der Fall ist ein Anlass für Vermutungen, dass Täter gegen Entgelt ihre Taten live im Internet in sogenannten Red Rooms streamen. Hierfür gibt es jedoch keinen stichhaltigen Beleg, es handelt sich somit um einen urbanen Mythos.